# 18871 Grauer
18871 Grauer este un asteroid din centura principală de asteroizi.

## Descriere
18871 Grauer este un asteroid din centura principală de asteroizi. A fost descoperit pe 11 noiembrie 1999 la Fountain Hills (Arizona) de Charles W. Juels. Asteroidul prezintă o orbită caracterizată de o semiaxă mare de 2,67 ua, o excentricitate de 0,11 și o înclinație de 11,9° în raport cu ecliptica.